# LXIV Puchar Gordona Bennetta (balonowy)
64. Puchar Gordona Bennetta – zawody balonów wolnych o Puchar Gordona Bennetta, które odbyły się 19 sierpnia 2021 roku w Toruniu.

## Historia
Po wygranej w 62 turnieju przez Mateusza Rękasa i Jacka Bogdańskiego federacja FAI postanowiła, że organizatorem pucharu będzie Aeroklub Polski. Impreza pierwotnie miała rozpocząć się we Wrocławiu 28 sierpnia 2020 roku. Ze względu na pandemię COVID-19 start pucharu został przełożony na rok 2021. Ostatecznie zdecydowano, że turniej odbędzie się 19 sierpnia 2021 roku w Toruniu.

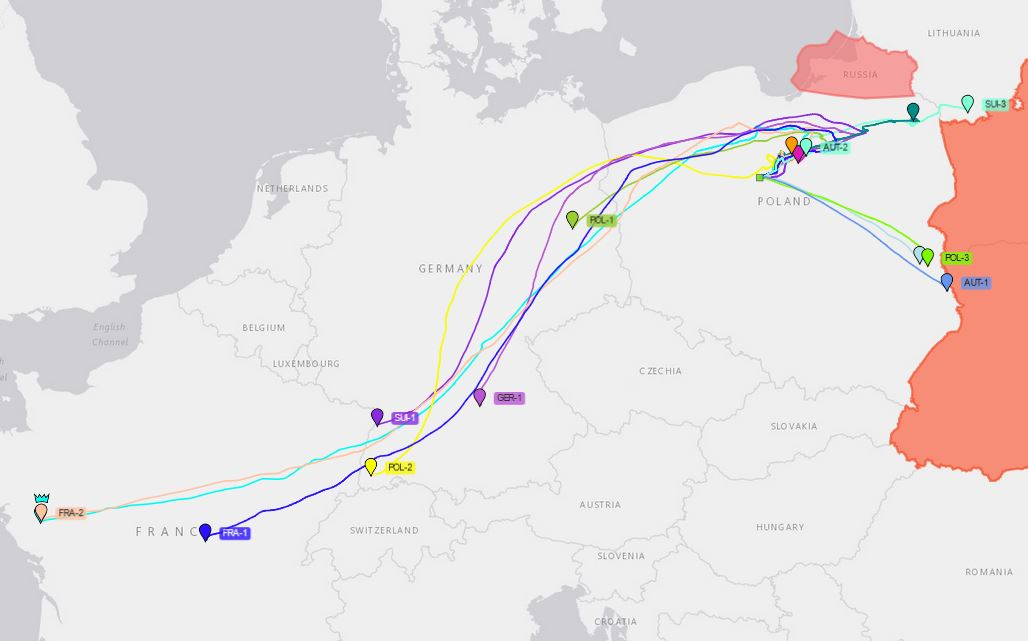
Mapa przelotu balonów podczas 64 Pucharu Gordona Bennetta

## Obszar zawodów
Zawodnicy biorący udział w Pucharze Gordona Bennetta mają do dyspozycji przestrzeń powietrzną z następującymi ograniczeniami:
- Otwarta przestrzeń powietrzna: Albania, Andora, Austria, Belgia, Bośnia i Hercegowina, Bułgaria, Chorwacja, Czechy, Dania, Estonia, Finlandia, Francja, Niemcy, Wielka Brytania, Grecja, Węgry, Irlandia, Włochy, Łotwa, Liechtenstein, Litwa, Luksemburg, Macedonia Północna, Malta, Mołdawia, Monako, Czarnogóra, Holandia, Norwegia, Polska, Portugalia, Rumunia, Serbia, Słowacja, Słowenia, Hiszpania, Szwecja, Szwajcaria
- Otwarte przestrzeń nad wodami terytorialnymi (zamknięte wody śródlądowe i terytorium): Obwód królewiecki
- Zamknięta przestrzeń powietrzna: Algieria, Białoruś, Islandia, Kosowo, Maroko, Rosja, Tunezja, Turcja, Ukraina

## Uczestnicy
Wyniki zawodów.
| Zajęte miejsce | Nr zespołu Nr balonu Nazwa balonu        | Załoga pilot pomocnik pilota        | Kraj              | Czas lotu [h] | Odległość [km] | Miejsce lądowania Miejscowość (Państwo) |
| -------------- | ---------------------------------------- | ----------------------------------- | ----------------- | ------------- | -------------- | --------------------------------------- |
| 1.             | SUI 2 HB-QKF MM Technics                 | Kurt Frieden Pascal Witpraechtiger  | Szwajcaria        | 85:05         | 1559,68        | Les Landes-Genusson (FRA)               |
| 2.             | FRA 1 F-PPSE Le Petit Prince             | Hervé Moine Herve André Moine       | Francja           | 80:53         | 1556,05        | La Bruffière (FRA)                      |
| 3.             | FRA 2 F-HGBB Hoechst II                  | Eric Décellières Benoit Havret      | Francja           | 69:02         | 1301,85        | Awermes (FRA)                           |
| 4.             | POL 2 D-OGYN Misia                       | Krzysztof Zapart Adam Ginalski      | Polska            | 53:00         | 950,05         | Heselwangen (GER)                       |
| 5.             | SUI 1 HB-QRV Fribourg-Freiburg Challenge | Laurent Sciboz Nicolas Tièche       | Szwajcaria        | 53:55         | 875,60         | Geisslingen (GER)                       |
| 6.             | GER 1 D-OMFE Ferdinand Eimermacher       | Andreas Zumrode Axel Hunnekuhl      | Niemcy            | 52:54         | 690,60         | Veitserlbach (GER)                      |
| 7.             | AUT 1 D-OMRE Ferdinand Eimermacher       | Gerald Stuerzlinger Wolfgang Spaet  | Austria           | 12:13         | 413,17         | Barbarówka (POL)                        |
| 8.             | SUI 3 HB-QPJ Zürich                      | Walter Gschwendtner Balthasar Wicki | Szwajcaria        | 40:40         | 399,67         | Puvočiai (LIT)                          |
| 9.             | POL 1 D-OABD Orzeł Biały                 | Mateusz Rękas Jacek Bogdański       | Polska            | 40:40         | 357,96         | Zossen (GER)                            |
| 10.            | POL 3 D-OLIB Linde                       | Andrzej Olszewski Jarosław Cieślak  | Polska            | 12:34         | 356,48         | Zamołodycze (POL)                       |
| 11.            | USA 1 N707GH All White                   | Mark Sullivan Cheri Whate           | Stany Zjednoczone | 11:19         | 341,07         | Leitnie (POL)                           |
| 12.            | FRA 3 F-PALL                             | Alexis Bejat Paul-Henry Carail      | Francja           | 36:48         | 300,91         | Dowspuda (POL)                          |
| 13.            | AUT 2 OE-ZZM                             | Christian Wagner Nikolaus Binder    | Austria           | 21:50         | 96,55          | Hartowiec (POL)                         |
| 14.            | GER 3 D-OTLI Russian Record Factory      | Wilhelm Eimers Benjamin Eimers      | Niemcy            | 21:33         | 78,12          | Zembrze (POL)                           |
| 15.            | GER 2 D-OSTL Stuttgarter Hofbräu         | Benedict Munz Matthias Schlegel     | Niemcy            | 21:57         | 76,84          | Wawrowice (POL)                         |